# Конарське (Познанський повіт)
Конарське (пол. Konarskie, нім. Koners) — село в Польщі, у гміні Курник Познанського повіту Великопольського воєводства.
Населення — 245 осіб (2011).
У 1975-1998 роках село належало до Познанського воєводства.

## Демографія
Демографічна структура станом на 31 березня 2011 року:
|          | Загалом | Допрацездатний вік | Працездатний вік | Постпрацездатний вік |
| -------- | ------- | ------------------ | ---------------- | -------------------- |
| Чоловіки | 120     | 29                 | 83               | 8                    |
| Жінки    | 125     | 30                 | 71               | 24                   |
| Разом    | 245     | 59                 | 154              | 32                   |